# Kolumna Prawa Magdeburskiego w Kijowie
Kolumna Prawa Magdeburskiego (ukr. Пам'ятник Магдебурзькому праву) – pomnik znajdujący się w Kijowie, w centralnej części miasta, przy nabrzeżu Dniepru. Jest to jeden z najważniejszych symboli Kijowa, upamiętniający nadanie miastu praw magdeburskich przez Aleksandra Jagiellończyka oraz związane z nimi wydarzenia z historii Kijowa. Kolumna stanowi także symbol walki o samorządność i sprawiedliwość w dziejach miasta.
Pomnik znajduje się w pobliżu Łuku Wolności Narodu Ukraińskiego i parku Chreszczatyj.

## Historia

### Nadanie praw magdeburskich
Kolumna została wzniesiona w 1808, w celu upamiętnienia powrotu praw magdeburskich do Kijowa. W 1802 miasto odzyskało to prawo, co było ważnym wydarzeniem w jego historii, oznaczającym przywrócenie lokalnej samorządności i niezależności administracyjnej. Obchody związane z tą decyzją trwały przez kilka dni, a mieszkańcy miasta, z entuzjazmem przyjmując to wydarzenie, zebrali fundusze na budowę monumentu. Wartość zebranych środków wyniosła 10 tysięcy rubli.
Projekt budowy kolumny został powierzony architektowi Andrzejowi Meleńskiemu, który zaprojektował klasycystyczny pomnik. Kolumna ma wysokość 18 metrów i jest zakończona kulą oraz krzyżem.
Kolumna jest również związana z legendą o chrzcie synów Włodzimierza I Wielkiego. Zgodnie z tradycją, w miejscu pomnika miał odbyć się ich chrzest, co sprawiło, że kolumna stała się symbolem zarówno lokalnej władzy, jak i religijnego dziedzictwa miasta. Od 1804 w tym miejscu organizowane były procesje ku czci chrztu Rusi, a sama Kolumna stała się miejscem pielgrzymek.

### Upadek i restauracje
Kolumna przetrwała wiele prób czasu. W XIX wieku pomnik i znajdujące się przy nim źródło popadły w ruinę. Jednak w 1861, dzięki finansowej pomocy skrzypka Mychajło Demidenki, kolumna została odrestaurowana, a źródło oczyszczone.
W 1912 kolumna znowu znalazła się w złym stanie technicznym, co zmusiło władze do podjęcia kolejnych prac konserwatorskich. Po wybudowaniu schodów w latach 1914–1915, które stworzyły połączenie z nabrzeżem Dniepru, dostęp do pomnika stał się łatwiejszy, co zwiększyło dostęp do niego szerokiemu kręgowi mieszkańców i turystów.

### Zmiany w okresie radzieckim
W czasach ZSRR kolumna, jak wiele innych zabytków, została poddana daleko idącym przemianom. Z pomnika usunięto krzyż, a kula na szczycie kolumny uległa zniszczeniu. Niemniej jednak, pomnik przetrwał te zmiany i nadal pełnił rolę symbolu historii Kijowa.

### Renowacja w XXI wieku
W 2013, z okazji 1025-lecia Chrztu Rusi, Kolumna została poddana gruntownej renowacji. Zrekonstruowano krzyż na szczycie kolumny, przywracając jej pierwotny wygląd. Działania te miały na celu ożywienie symbolicznego znaczenia kolumny i przypomnienie o jej historycznej roli.